# 四殉道堂

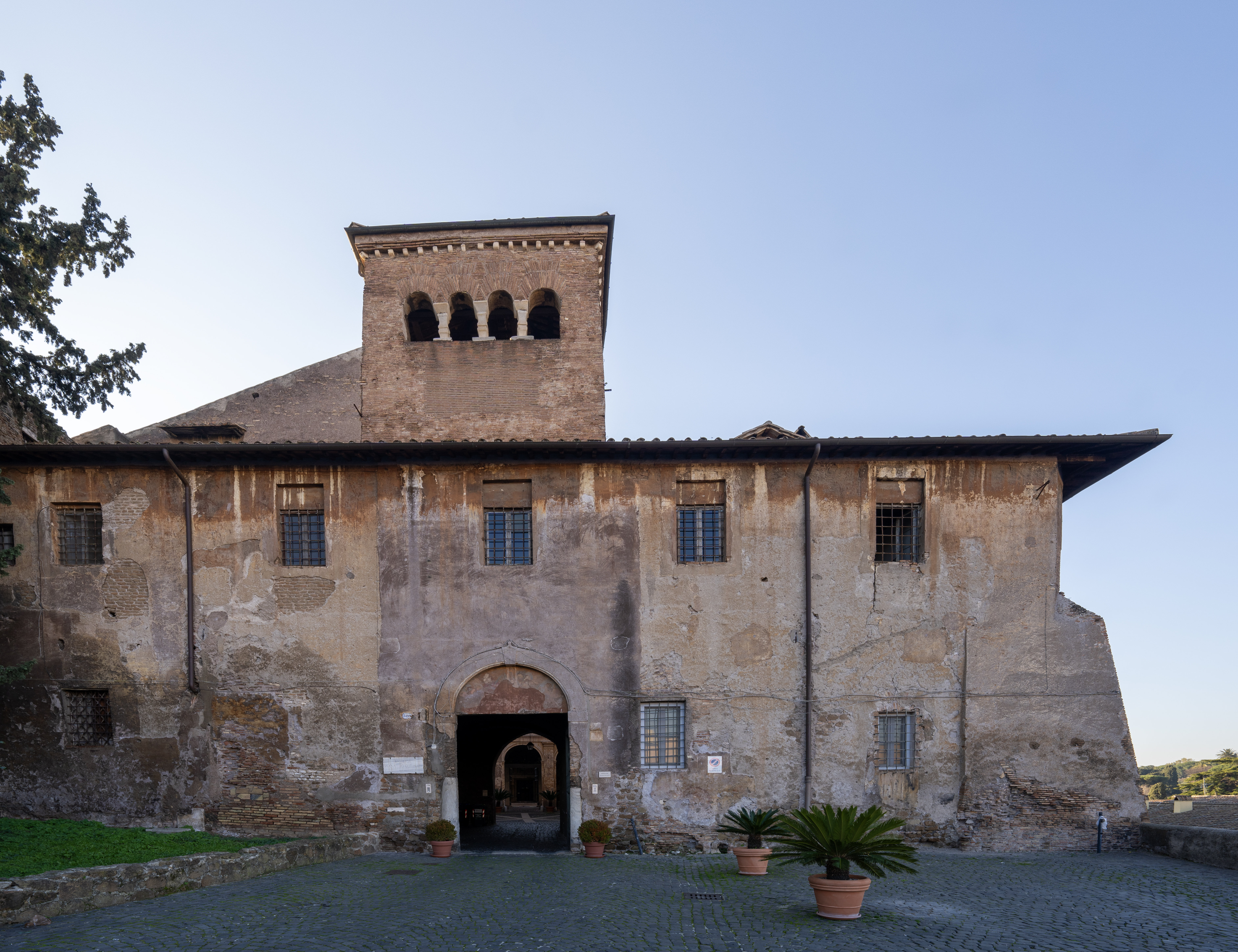

四殉道堂（義大利語：Basilica dei Santi Quattro Coronati）是意大利罗马的一座宗座圣殿與司鐸級樞機領銜聖堂，始建于公元4世纪或5世纪，供奉4位匿名殉道圣人。它位于安静的绿色地带，介于罗马斗兽场和拉特朗聖若望大殿之间，有两个院落、枢机府连同圣西佛斯小堂、修道院。
这4位匿名殉道圣人是拒绝敬拜医神阿斯克勒庇俄斯像的士兵，被罗马皇帝戴克里先（284-305）下令处死。殉道者的尸体被教宗美基德和圣塞巴斯弟盎埋葬在拉比卡納道四英里处的圣玛策林和圣伯多禄墓窟。美基德决定殉道者的名字是克劳狄斯、Nicostratus, Simpronianus和Castorius，加上第五位Simplicius，他们是潘诺尼亚省的五位殉道的石匠。这些殉道者后来证实是来自阿尔巴诺的四位殉道者：塞維魯、塞維裏安、加保福和維多利諾。殉道者的尸体保存在地穴中的四个古石棺内。据称其中一位殉道圣人的头颅埋葬在希腊圣母堂。